# Света Гликерија
Света Гликерија је хришћанска мученица из 2. века. 
Била је ћерка некога гувернера Рима. После очеве смрти настанила се у Трајанопољу у Тракији. За време владавине цара Антонина Гликерија је изведена да принесе жртву идолу Дијевом. Она је нацртала крст на своме челу; па кад je њу намесник упитао, где је њена лампада (јер су сви носили лампаде у рукама), Гликерија је показала крст на челу и рекла: "Ово је моја лампада". У Хришћанској традицији се помиње да је по њеној молитви гром ударио у идола и разбио га у комаде. Тада се намесник разгневио и наредио да је бију и у тамницу баце. И запечатио је намесник тамнична врата, решен да умори Гликерију глађу. Међутим хришћани верују да се Анђео Божји јављао Гликерији и давао јој небеску храну. После извесног времена, када је намесник мислио да је Гликерија умрла од глади, отворио је тамницу и зачудио се, кад ју је видео здраву. Тамничар Лаодикије, видевши то чудо, и сам је исповедио веру у Христа, и одмах је посечен. У Хришћанској традицији се помиње да је после тога Гликерија бачена у пећ огњену, али је остала неповређена од огња. Стојећи усред огња, она је хвалила Бога спомињући чудо на три отока у пећи авилонској. Најзад је бачена пред лавове, и помоливши се Богу, Гликерија је преминула 177. године. Из њених моштију потекло је целебно миро.
Српска Православна црква слави је 13. маја по црквеном, а 26. маја по грегоријанском календару.